# Połczyno
Połczyno (deutsch Polzin, 1942–1945 Konradswiese; kaschubisch Pôłczëno) ist ein Dorf in der  Landgemeinde Puck im Kreis Puck in der polnischen Woiwodschaft Pommern.

## Geographische Lage
Das Dorf liegt westlich der Stadt Puck in der Mitte der Landgemeinde Puck an der Droga wojewódzka 213.